# Fusco (football)
João Carlos Proença Filipe dit Fusco, né le 15 décembre 1972 à Lisbonne, est un joueur de football portugais. Il évolue au poste de milieu de terrain.
Fusco a joué un total de 54 matchs en 1re division portugaise sous les couleurs de Beira-Mar.

## Statistiques
- 54 matchs et 1 but en 1re division portugaise
- 110 matchs et 6 buts en 2e division portugaise